# Jesús Padilla Gálvez
Jesús Padilla Gálvez (Almería, 28 de octubre de 1959) es un filósofo español. Se educó en la Universidad de Colonia (Alemania) donde obtuvo el título de Magister Artium y Doctor en la institución germana. Ha sido profesor en la Universidad de León, catedrático invitado en la Universidad Johannes Kepler de Linz (Austria) y profesor en la Universidad de Castilla-La Mancha en Toledo. El presidente de la República de Austria le ha concedido la Cruz de Honor de Austria para las Ciencias y las Artes, 1.ª Clase en 2020.[cita requerida] Sus aportaciones abarcan un amplio espectro de cuestiones abiertas en el pensamiento contemporáneo. Sus reflexiones se sitúan en la frontera entre la reflexión práctica y teórica.

## Vida
Jesús Padilla Gálvez realizó sus estudios de filosofía en la Facultad de Filosofía de la Universidad de Colonia (Universität zu Köln en Alemania). Se graduó como "Magister Artium" sobre la filosofía de Immanuel Kant titulada Ist eine konstruktive Ethik möglich? ("¿Es posible una ética constructiva?"). Posteriormente, escribió su tesis en la Universidad de Colonia con el título "Referenz und Theorie der möglichen Welten" ("Referencia y teoría de los mundos posibles"). En dicho libro se analizan las propuestas lógico-semánticas y modales de Saul Kripke. Después de ser becario del Ministerio de Educación y Ciencia en el Departamento de Filosofía y Lógica en la Universidad de Murcia (España), consiguió una plaza de Profesor Asociado en la Universidad de León (España). Ulteriormente fue catedrático invitado en la Johannes Kepler University Linz (Austria). Desde 1999 es Profesor en la Universidad de Castilla-La Mancha en Toledo (España). Ha sido investigador de la Fundación Alexander von Humboldt. Ha sido Profesor invitado en múltiples instituciones universitarias entre las que cabe destacar, la Universidad de Erlangen-Núremberg (Alemania) con Christian Thiel, la Universität Graz (Austria) con Rudolf Haller, la Universidad de Potsdam (Alemania), en la University of Cambridge (Gran Bretaña) en la que investigó en los archivos de Ludwig Wittgenstein con permiso de Georg Henrik von Wright, en la Universidad de Passau (Alemania) dirigida por el presidente de la Wittgenstein Gesellschaft Wilhelm Lütterfelds y en la Universidad de Múnich (Alemania) con Wilhelm Vossenkuhl y Julian Nida-Rümelin, así como en la University of Oxford (Gran Bretaña) con Peter Hacker en el Hans Kelsen Institut en Viena y en el Wiener Kreis Archiv Círculo de Viena en (Austria).[cita requerida]

## Pensamiento
El pensamiento de Padilla Gálvez se encuentra estrechamente vinculado a la tradición analítica caracterizada por el estudio del lenguaje natural y formal con el fin de aclarar los problemas filosóficos mediante el análisis de los términos y así poder eliminar las ambigüedades que surgen en la reflexión racional. Ha indagado aspectos fundamentales en el ámbito de la filosofía práctica, el lenguaje formal y filosofía de la ciencia. La producción filosófica de Jesús Padilla Gálvez es extensa y se centra en cinco campos de trabajo: la Filosofía del lenguaje, la lógica, la filosofía e historia de la ciencia, los cambios sociales en los sistemas democráticos y las lenguas de especialidad (LSP). Ha indagado acerca de la obra filosófica de Gottfried Leibniz, Immanuel Kant, Edmund Husserl, Ludwig Wittgenstein, Willard van Orman Quine y Saul Kripke. Padilla Gálvez es reconocido como una de las más importantes autoridades de la filosofía de Ludwig Wittgenstein en el área hispanohablante. Es coeditor de los "Wittgenstein Studien". Ha publicado y editado numerosos trabajos al respecto. Padilla Gálvez ha desarrollado y ampliado el análisis gramatical. Mediante los métodos analíticos ha reflexionado sobre una amplia variedad de temas: la historia de las matemáticas y la lógica, el conocimiento, el lenguaje, la estética, la política, así como la filosofía práctica. Ha hecho especial hincapié en el estudio de la metateoría y la metalógica analizando las aportaciones de Kurt Gödel. Ha contribuido a todas estas áreas y ha reflexionado sobre problemas actuales de relevancia práctica como el terrorismo y la democracia. Padilla Gálvez ha mantenido una constante producción filosófica. Es director de la revista internacional Dókos. Revista Filosófica - Philosophical Review y editor de la Serie internacional "Aporia / Aπορία" en la Editorial internacional De Gruyter .

## Lógica
Padilla Gálvez se formó en filosofía en la Universidad de Colonia (Universität zu Köln) donde comenzó trabajando sobre lógica modal y metalógica. Desarrolló una crítica a la propuesta semántica de Kripke. Analizó sistemáticamente las consecuencias de la teoría de los mundos posibles. Ha editado y traducido obras inéditas de Rudolf Carnap, Ludwig Wittgenstein y Kurt Gödel. También ha indagado el origen de la metalógica en los años treinta. Ha esbozado los argumentos fundamentales de las críticas efectuadas por Ludwig Wittgenstein contra la propuesta platónica de Gödel. También se ha ocupado de los aspectos históricos y biográficos del desarrollo de la lógica moderna, como muestra su original obra sobre G. W. Leibniz, Gottlob Frege, Rudolf Carnap, Kurt Gödel, Ludwig Wittgenstein, Jean van Heijenoort entrelazadas con el análisis formal de sus principales contribuciones técnicas.
Ha indagado acerca de la relación entre los predicados “verdadero” y “demostrable”. Su trabajo parte de una crítica a la sustantivación llevada a cabo en la tradición clásica desde Parménides y Platón. Para ello sigue una estrategia analítica en tanto que aclara cuestiones de índole sistemáticas, centrándose para ello en un estudio pormenorizado del lenguaje y las estructuras formales. Ha reflexionado acerca de las consecuencias y los compromisos que adquieren las diversas propuestas formales, mostrando y discutiendo una variedad de propuestas actuales sobre el predicado “verdadero”. Para ello ha desarrollado el programa tarkiano. Ha examinado la paradoja del mentiroso en conexión con la semántica de Tarski, la relación entre la paradoja y el teorema de incompletitud de Gödel y ha estudiado la propuesta formulada por Kripke. Ha indagado los sistemas autorreferenciales, poniendo énfasis en las teorías de punto fijo, en las dificultades desarrolladas por ésta y el problema de la universalidad del lenguaje (a saber, que en el lenguaje natural se puedan expresar todas las propiedades de sus propias expresiones). Se ha centrado en dilucidar la relación entre “a demuestra/prueba que p”– y examina algunas características de los predicados “φ es una fórmula verdadera” y “φ es una fórmula demostrable”. Considera algunas propiedades de la lógica de la probabilidad y de la interpretación de las lógicas modales.

## Filosofía del Derecho
Desde muy temprano se interesó en los problemas vinculados al Derecho abstracto y su relación con los problemas morales y éticos. Escribió una extensa tesina sobre la posibilidad de una ética constructiva. Fruto de dicha investigación se ha interesado por la interconexión entre Derecho y moral. En el ámbito del Derecho abstracto se ha centrado en estudiar el concepto del derecho y su realización concreta. El Derecho se considera un sistema de reglas generales que permiten a los individuos convivir en libertad. Esta convivencia se lleva a cabo de modo abstracta. Por ello profundizó las propuestas desarrolladas por Hegel sobre el concepto de propiedad, contrato y lo injusto. También ha analizado aspectos concretos de la acción moral autónoma. Se ha interesado por los órdenes sociales donde las personas actúan concretamente. Otro foco de atención son las propuestas de Hans Kelsen acerca del concepto de validez y sus propuestas sobre las normas. Estas últimas han sido abordadas como reglas y en el marco de la lógica deóntica.

## Filosofía práctica
La democracia contemporánea se caracteriza por ser un sistema de partidos en los que intervienen los sistemas mediáticos. Padilla Gálvez ha analizado los límites y los problemas que genera un sentido tan estricto de democracia mediante cuatro bloques temáticos que están vinculados entre sí. Primeramente, la participación ciudadana; segundo, el problema de la corrupción; tercero, el fenómeno del terrorismo; y cuarto, los problemas vinculados a los medios de comunicación y la oclocracia. Dichos temas han sido tratados en el marco de la vieja dicotomía entre legitimidad y legalidad. Así pues, ha observado que la participación democrática está siendo deslegitimada a diferentes niveles por los partidos políticos cuando inciden con sus intereses. El problema de la corrupción ha ido sustituyendo la libertad de la ciudadanía y reduce los márgenes de participación democrática. La corrupción reduce el progreso económico y social mediante la creación de un entorno incierto de la globalización, disminuye la inversión en bienes públicos menoscabando la eficiencia y la competitividad. Algo semejante ocurre con el terrorismo que ataca la seguridad ciudadana y limita la libertad y el derecho a la libre expresión de sus ciudadanos. Otro aspecto tratado ha sido el problema de la igualdad. El problema de la igualdad ha generado controversias importantes en la filosofía práctica. Ha reflexionado acerca de los motivos que pueda tener un ciudadano para preferir una relación simétrica a una unilateral. Estos problemas han sido analizados en el marco del resurgimiento de modelos oclocráticos.

## Subjetividad
El estudio de Padilla Gálvez se ha centrado en el análisis de los usos del pronombre personal en primera persona. El pronombre personal “yo” es un término difícil de definir debido a su carácter polisémico y sus diferentes acepciones. Esta complejidad ha generado mucha confusión al plantear el problema de la subjetividad. Con el fin de superar dicha dificultad Padilla se aproxima a este núcleo de problemas mediante el estudio del significado del pronombre personal. En sus trabajos parte de un estudio pormenorizado de los diferentes temas que giran alrededor del uso del pronombre personal en primera persona y varía ordenadamente cada una de las acepciones en la que interviene el pronombre personal estudiando exclusivamente dicha acepción. Así llega a comprender fenómenos muy complejos como la conciencia y la autoconciencia en la que interviene activamente el pronombre personal.

## Antropología
En la antropología se ha centrado en dos aspectos. Por un lado, en el análisis del punto de vista que se adopta cuando asumimos una visión externa de otra cultura: por otro lado, ha analizado el complejo alrededor del término “formas de vida” (Lebensformen). Según su punto de vista, el problema crucial a la hora de reconstruir una cultura ajena es la búsqueda de un lenguaje adecuado que referencie los fenómenos analizados. Para ello cuestiona cómo compartimos los mismos referentes cuando usamos nuestra terminología para describir una cultura foránea.  Se ha parado a analizar lo que Wittgenstein denomina “la gramática de la cultura” y los procesos de perspicuidad cultural. Por esta razón, ha enfatizado que el programa antropológico requiere de un análisis amplio cuyo proyecto se complemente con una “representación perspicua” de la cultura analizada. Así mismo ha investigado el concepto “forma(s) de vida” en la obra de L. Wittgenstein. Comienza ubicando dicho concepto en las propuestas desarrolladas por las diferentes acepciones en las que se discute el término a principios del siglo XX. Se distinguen las formas de vida como técnicas del mundo social. Se analiza en el marco de la decadencia cultural, la estructura psíquica y las funciones vitales del habla. Dicho término se perfila como un instrumento que permite analizar diferentes fenómenos sociales.

## Historia del pensamiento filosófico
Padilla Gálvez ha recalcado en su obra que la filosofía analítica se ha olvidado del análisis sistemático de la historia de los conceptos. Tanto Gottlob Frege, Bertrand Russell, Ludwig Wittgenstein y las investigaciones actuales han desarrollado un instrumental potente en el análisis conceptual pero no ha sido aplicado a la historia conceptual. Esto se debe a que la concepción estándar en la filosofía analítica presupone que el lenguaje y el esquema conceptual que se comparte ha de ser considerado como una estructura lógica atemporal. Por tanto, se presume subrepticiamente que las formas esenciales de cualquier esquema posible de representación tienen que reflejar las formas lógico-metafísicas de cualquier mundo posible. En sus investigaciones, Padilla Gálvez ha intentado aplicar el método analítico para estudiar dichas estructuras formales en la filosofía antigua como por ejemplo en las propuestas de Parménides, Gottfried Leibniz, Kurt Gödel, etc. Muestra, por un lado, que el instrumento analítico permite el estudio de determinados problemas formales y consigue descubrir estructuras argumentativas olvidadas en el tiempo y, con ello supera la imagen excelsa y estática de la tradición analítica. Sin embargo, en su postura no se ha dejado llevar por una concepción historicista o hermenéutica del lenguaje y de las formas conceptuales dinámicas ya que eso equivaldría a desarrollar un historicismo analítico sin historia.

## Traducciones
Padilla Gálvez ha traducido y publicado ediciones críticas de las obras de Ludwig Wittgenstein, trasladadas del original alemán. Las traducciones realizadas por Padilla Gálvez consisten en comprender el significado del texto original escrito en alemán y producir un texto con significado equivalente en español. El resultado de esta actividad, el texto traducido, ha de ser fiel al fin que persigue el autor. Por ello, las ediciones publicadas presentan de manera sistemática las diversas fuentes en las que se asientan las obras de Wittgenstein que se encuentran en diferentes archivos. Padilla Gálvez ha comparado minuciosamente cada una de las versiones del texto para que la traducción sea lo más fidedigna posible al texto original wittgensteiniano. Al mismo tiempo ha cotejado los manuscritos con las obras publicadas y con otras fuentes bibliográficas que son citadas o referidas en la obra. El resultado es la edición y publicación de traducciones muy elaboradas y sumamente precisas de acuerdo con el sentido de la obra original.

## Distinciones
2000 Beca de investigación de la Fundación Alexander von Humboldt.[cita requerida]
2020 Cruz de Honor de Austria para las Ciencias y las Artes, 1.ª Clase.
2020 Österreichisches Ehrenkreuz für Wissenschaft und Kunst I. Klasse[cita requerida]

## Monografías
- "Referenz und Theorie der möglichen Welten". Peter Lang Verlag, Frankfurt a. M., 1988.(ISBN 3-631-40780-7)  Reseñas de: Jan Woleński, Reports on Philosophy, Nr. 14, 1991, pp. 154-156. y Jorge Alfredo Roetti, Revista Latinoamericana de Filosofía, 1994, Vol. 20, pp. 371-373.
- "Tratado metateórico de las teorías científicas". Ediciones de la Universidad de Castilla-La Mancha, Cuenca, 2000. (ISBN 84-8427-078-5)
- "Sozioökonomische Einführung in die Interkulturalität". (Publicado con Margit Gaffal) Oldenbourg, Múnich, 2005. (ISBN 3-486-57869-3) . Review by: Rudolf Kerscher, Iberoamericana (2001-) Nueva época, Año 7, n.º 28 (diciembre de 2007), pp. 281-282
- "Verdad y demostración". Plaza y Valdés, Madrid, 2007. (ISBN 978-84-96780-19-4) Reseña en: Revista Latinoamericana de filosofía, 2010, 36, N.º 1, pp. 143-145.
- "Wittgenstein I. Lecturas tractarianas". Plaza y Valdés, Madrid, 2009. (ISBN 978-84-96780-18-7)  Reseñas en: Eikasia. Revista de filosofía, año IV, 23, 2009-05, pp. 193-195. Cuadernos filosóficos, Segunda Época, N.º VII, 2010, pp. 285-288. English Review from Wittgenstein I. Lecturas Tractarianas, Dókos, Vol. 7-8, 2011, pp. 136-141.
- "Yo, máscara y reflexión. estudios sobre la autorreferencia de la subjetividad". Plaza y Valdés, Madrid, 2012. (ISBN 978-84-15271-51-2)  Archivado el 20 de mayo de 2016 en Wayback Machine. Reseña en: Boletim Academia Paulista de Psicologia, Vol. 34, N.º. 86 –Janeiro / Junho, 2014, pp. 262-267. (ISSN 1415-711X – V.I.  e ISSN 2176-3038 – V.E.)
- "Hacia la representación perspicua. Wittgenstein 2". Tirant Humanidades, Valencia, 2014. (ISBN 978-84-16062-28-7).
- "Parménides, Sobre la naturaleza, El desarrollo de una gramática metafísica". Ápeiron Ediciones, Madrid, 2015. (ISBN 978-84-944709-0-5).  Reseña en la La torre del Virrey. Revista de Estudios Culturales. N.º 25 2019/1  Archivado el 29 de julio de 2021 en Wayback Machine.
- "Verdad. Controversias abiertas". Tirant Humanidades, Valencia, 2017. (ISBN 978-84-17069-58-2).
- "Estado de cosas. Reconstrucción de la polémica sobre el Sachverhalt". Tirant Humanidades, Valencia, 2019. (ISBN 978-84-17508-19-7).
- "El mentiroso. Genealogía de una paradoja sobre verdad y autorreferencia". Tirant Humanidades, Valencia, 2021. (ISBN 978-84-18656-18-7). Esta obra ha recibido una ayuda del Ministerio de Cultura y Deporte. Expediente: 92/720. Reseña de Antonio Guerrero. y en Éndoxa: Series Filosóficas, 49, 2022, pp. 293-295.
- "State of Affairs. Reconstructing the Controversy over Sachverhalt". Philosophia Verlag, Múnich, 2021. (ISBN: 978-3-88405-131-3) Reseña en Bulletin d'Analyse Phénoménologique, XIX 4 (2023), 24-30.
- "Negociación. Teoría de juegos, juegos de lenguaje y formas de vida". (coeditado con Margit Gaffal) Tirant Humanidades, Valencia, 2023, 204 págs. (ISBN 978-84-19632-23-4).
- "Dynamics of Rational Negotiation: Game Theory, Language Games and Forms of Life". (coeditado con Margit Gaffal) Springer, 2024, (ISBN 9783031490507 (ISBN10: 3031490509)).

## Editor y coordinador
- "El Círculo de Viena, reconsiderado". Arbor, 1996, N.º 612, Tomo CLV, pp. 7-147. (ISSN 0210-1963) (1996).
- "Wittgenstein y el Círculo de Viena / Wittgenstein und der Wiener Kreis". Ediciones de la Universidad de Castilla-La Mancha, Cuenca, 1998. (ISBN 84-89958-26-2)
- "Wittgenstein, from a New Point of View". Peter Lang, Frankfurt a. M., 2003. (ISBN 3-631-50623-6)
- "El laberinto del lenguaje: Wittgenstein y la filosofía analítica / The Labyrinth of Language: Ludwig Wittgenstein and the Analytic Philosophy". Ediciones de la Universidad de Castilla-La Mancha, Cuenca, 2007. (ISBN 84-8427-282-6)
- "Idealismus und Sprachanalytische Philosophie". Peter Lang Verlag, Frankfurt a.M., 2007. (ISBN 84-8427-402-0)
- "Phenomenology as Grammar". Ontos Verlag, Frankfurt a. M., Paris, Lancaster, New Brunswick, 2008. (ISBN 978-3-938793-91-6)  https://doi.org/10.1515/9783110328998
- "Igualdad en el derecho y la moral". Plaza y Valdés, Madrid, 2009. (ISBN 978-84-92751-25-9)
- "Philosophical Anthropology. Wittgenstein’s Perspective". Ontos Verlag, Frankfurt a. M., Paris, Lancaster, New Brunswick, 2010. (ISBN 978-3-86838-067-5)  https://doi.org/10.1515/9783110321821 Reseña de Sally Ann Ness y Erich H. Recken en "Notre Dame Philosophical Reviews"
- "Wittgenstein: Issues and Debates". (Coedición con Eric Lemaire). Ontos Verlag, Frankfurt a. M., Paris, Lancaster, New Brunswick, 2010. (ISBN 978-3-86838-083-5)  https://doi.org/10.1515/9783110321845 Derek A. McDougall, Critical notice, British Wittgenstein Society
- "Antropología filosófica de Wittgenstein. Reflexionando con P.M.S. Hacker". Plaza y Valdés, Madrid, 2011. (ISBN 978-84-92751-95-2)  Archivado el 30 de junio de 2010 en Wayback Machine.
- "Forms of Life and Language Games". (Coedición con Margit Gaffal). Ontos Verlag, Frankfurt a. M., Paris, Lancaster, New Brunswick, 2011. (ISBN 978-3-86838-122-1)  https://doi.org/10.1515/9783110321906 Reseña de Oskari Kuusela en: "Notre Dame Philosophical Reviews"
- "Fenomenologia como Gramática". Editora Universidade de Brasília, Brasília D.F., 2011. (ISBN 978-85-230-1294-6)
- "Doubtful Certainties. Language-Games, Forms of Life, Relativism". (Coedición con Margit Gaffal). Ontos Verlag, Frankfurt a. M., Paris, Lancaster, New Brunswick, 2012. (ISBN 978-3-86838-171-9)  https://doi.org/10.1515/9783110321920
- "Formas de vida y juegos de lenguaje". (Coedición con Margit Gaffal). Plaza y Valdés, Madrid, 2013, 266 pp., ISBN 978-84-15271-75-8.  Archivado el 18 de diciembre de 2013 en Wayback Machine. Reseña de Pamela Lastres Dammert
- "Action, Decision-Making and Forms of Life". (Ed. Jesús Padilla Gálvez). De Gruyter, Berlín - Boston, 2016, 168 pp., ISBN 978-3-11-047288-2.  https://doi.org/10.1515/9783110473674 Reseña de Niklas Forsberg en: "Notre Dame Philosophical Reviews"
- "Intentionality and Action". (Eds. Jesús Padilla Gálvez y Margit Gaffal). De Gruyter, Berlín - Boston, 2017, 180 pp., ISBN 978-3-11-056028-2.  https://doi.org/10.1515/9783110560282
- "Human Understanding as Problem". (Eds. Jesús Padilla Gálvez y Margit Gaffal). De Gruyter, Berlín - Boston, 2018, 165 pp., ISBN 978-3-11-061120-5.  https://doi.org/10.1515/9783110613384
- "Ontological Commitment Revisited.". (Ed. Jesús Padilla Gálvez). De Gruyter, Berlin - Boston, 2021, 170 pp., ISBN 978-3-11-074999-1.  https://doi.org/10.1515/9783110750041

## Traducciones y ediciones
- 1995. Rudolf Carnap, Metalógica / Metalogik. Mathesis, XI, Nr. 2, 113-136 y 137-192. (ISSN 0185-6200)
- 2007. Kurt Gödel, Sobre consistencia y completitud en el sistema axiomático. Discusión sobre la ponencia del Sr. Gödel. Protocolo del 15 de enero de 1931. Mathesis III 21 (2007) 193-196. (ISSN 0185-6200)
- 2010. Ludwig Wittgenstein, «Alle Erkenntnis ist mittelbar...» / Todo conocimiento es mediato, Trad. Jesús Padilla Gálvez, Dokos. Revista filosófica, 5-6, 2010, 85-101. (ISSN 1889-0202 / ISSN 1989-2020).
- 2011. Ludwig Wittgenstein, Nur die Erfahrung des gegewärtigen augenblickes hat Realität’... / Sólo la experiencia del momento actual es real’..., Dokos. Revista filosófica, 7-8, 2011, 87-93. (ISSN 1889-0202 - ISSN 1989-2020)
- 2011. Ludwig Wittgenstein, Hat es Sinn zu sagen „zwei Menschen hätten denselben Körper?... / ¿Tiene sentido decir que dos personas tienen el mismo cuerpo?.... Dokos. Revista filosófica, 7-8, 2011, 95-100. (ISSN 1889-0202 - ISSN 1989-2020)
- 2012. Ludwig Wittgenstein, Die normale Ausdrucksweise «Ich habe Zahnschmerzen» / El modo usual de la expresión «tengo dolor de muelas». Dokos. Revista filosófica, 9-10, 2012, 79-105. (ISSN 1889-0202 - ISSN 1989-2020)
- 2013. Ludwig Wittgenstein, Hat jede gerade Zahl die Goldbachsche Eigenschaft? / ¿Tiene todo número par la propiedad de Goldbach, Dokos. Revista filosófica, 11-12, 2013, 122-123.  (ISSN 1889-0202 / ISSN 1989-2020).
- 2014. Ludwig Wittgenstein, Escrito a máquina [The big typescript] [TS 213]. Traducción, introducción y notas críticas de Jesús Padilla Gálvez. Editorial Trotta, Madrid, 2014, 692 págs. ISBN 978-84-9879-559-2.  Reseña de Roberto Vivero, "Todo lo que la filosofía puede hacer es destruir ídolos", Ápeiron. Estudios de filosofía, 2, 2015, 278-282. Reseña de Margareth Mejía Génez, Escrito a máquina, Ideas y valores, 65/160, 2016, 260-266.
- 2016. Ludwig Wittgenstein, Tratado lógico-filosófico / Logisch-philosophische Abhandlung. Edición crítica de TS 204, introducción y traducción de Jesús Padilla Gálvez. Tirant Humanidades, Valencia, 2016, 250 págs.  ISBN 978-84-16349-91-3.
- 2017. Ludwig Wittgenstein, Investigaciones Filosóficas. Traducción del original alemán, introducción y notas de Jesús Padilla Gálvez. Editorial Trotta, Madrid, 2017. 329 págs.  Archivado el 28 de noviembre de 2020 en Wayback Machine. ISBN 978-84-9879-674-2. Reseña de Reyes Mate, "Wittgenstein, hablar y guardar silencio", ABC Cultural, N.º 1283, Sábado, 20 de mayo de 2017, 08-09. Reseña de Esteban Yeray García Medero, Tópicos, 34, 2017, 121-125.
- 2017. Ludwig Wittgenstein, Dictado para Schlick - Diktat für Schlick. Traducción del original alemán e inglés al español, introducción y notas de Jesús Padilla Gálvez y Margit Gaffal. Ápeiron Ediciones, Madrid, 2017. 188 págs., ISBN 978-8417182427.  Reseña de Joaquín Jareño Alarcón, Wittgenstein, L. (2017), Dictado para Schlick. Daimon. Revista Internacional de filosofía, n.º 80, 2020, pp. 215-219.
- 2019. Ludwig Wittgenstein, Tratado lógico-filosófico / Logisch-philosophische Abhandlung. Segunda edición crítica de TS 204, introducción y traducción de Jesús Padilla Gálvez. Tirant Humanidades, Valencia, 2019, 258 págs. ISBN 978-84-17508-58-6.
- 2021. Ludwig Wittgenstein, Investigaciones Filosóficas. Traducción, introducción y notas críticas de Jesús Padilla Gálvez. 2.ª edición revisada. Editorial Trotta, Madrid, 2021. ISBN 978-84-1364-020-4. Reseña de Antonio Guerrero, Cuadernos Salmantinos de Filosofía, Vol. 49, 2022, 745-748.
- 2025. Ludwig Wittgenstein, Tractatus lógico-philosophicus. Traducción, introducción y notas críticas de Jesús Padilla Gálvez. Tirant Humanidades, Valencia, 2025, 174 p. ISBN 978-84-1183-894-8.

## Obras en Language for Specific Purposes (LSP)
- "Wirtschaftsspanisch Textproduktion. (Coedición con Fátima Figueroa de Wachter)". Oldenbourg Verlag, Múnich; Viena, 1997. ISBN 3-486-24459-0.
- "Austria". Secretaría de Estado de Comercio, Turismo y de la Pequeña y Mediana Empresa, Ministerio de Economía y Hacienda, Madrid, 1997.
- "Wirtschaftsspanisch Marketing". Oldenbourg Verlag, Múnich; Viena, 1998. ISBN 3-486-24816-2.
- "El lenguaje económico. Lengua de especialidad, comunicación, programas". Universitätsverlag Rudolf Trauner, Linz, 1998. ISBN 3-85320-935-1.
- "Wirtschaftsspanisch – Wörterbuch. Spanisch – Deutsch · Deutsch – Spanisch". Oldenbourg Verlag, Múnich; Viena, 1999. ISBN 3-486-24606-2.
- "Wirtschaftsspanisch-Lexikon. Spanisch – Deutsch und Deutsch – Spanisch". Oldenbourg Verlag, Múnich; Viena, 2001. ISBN 3-486-25767-6.
- "Lengua de especialidad: Economía europea y derecho europeo / Language for Specific Purposes: European Economy and European Law / Fachsprache: Europäische Wirtschaft und europäisches Recht. (Coedición con Margit Gaffal)". Ediciones de la Universidad de Castilla-La Mancha, Cuenca, 2003. ISBN 84-8427-282-6.

## Artículos
Ha publicado numerosos artículos en revistas internacionales como:
- "Diálogos", * "Grazer Philosophische Studien", * "Journal for General Philosophy of Science", * "Logos", * "Mathesis", * "Modern Logic", * "Philosophia Naturalis", * "Philosophisches Jahrbuch", * "Wittgenstein-Studien", * "Zeitschrift für Philosophische Forschung". *MathSciNet. Mathematical Reviews". "zbMATH",[23] "American Mathematical Society"

## Editor
- 1990-1991 Secretario de la revista "Daimon. Revista de Filosofía"[24]
- 1990, El segundo número de "Daimon. Revista de Filosofía" fue dedicado a la obra de L. Wittgenstein, N.º 2 (1990) Aspectos de la Filosofía de L. Wittgenstein.[24]
- 1991, El tercer número de "Daimon. Revista de Filosofía" fue dedicado a la teoría de la acción, N.º 3 (1991) Teoría de la acción / Action Theory.
- 1995–1996 Associate Editor from: "Sorites. An International Electronic Quarterly of Analytical Philosophy" (ISSN 1135-1349) .
- Desde 1996 Board of Editorial Advisors: "Sorites. An International Electronic Quarterly of Analytical Philosophy" (ISSN 1135-1349).
- Desde 2005–2010 Mitherausgeber (coeditor) de los "Wittgenstein-Studien"  Archivado el 13 de julio de 2016 en Wayback Machine..
- Desde 2008 Director de la Revista "Dókos. Revista filosófica - Philosophical Review" (ISSN 1889-0202).
- Desde 2010 Advisory Board de la serie "Lisbon Philosophical Studies" en Peter Lang Verlag, Frankfurt a.M. (Alemania). (ISSN 1663-7674).
- Desde 2013 Advisory Board (comité científico) de la revista "Cuadernos Salmantinos de Filosofía"  (ISSN 0210-4857).
- Desde 2010-2013 Editor de la Serie "Aporia / Aπορία"  en la Editorial internacional "Ontos Verlag" Frankfurt a.M. (Alemania).
- Desde 2013 Editor de la Serie "Aporia / Aπορία"  en la Editorial internacional "De Gruyter" Berlín (Alemania) . (ISSN 2197-862X).

## Publicación conmemorativa

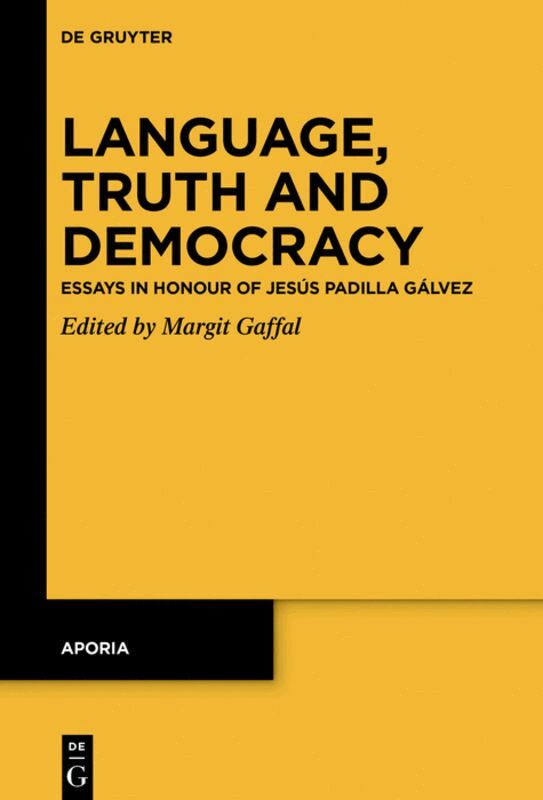
Festschrift Language, Truth and Democracy. Essays in Honor of Jesús Padilla Gálvez

- "Language, Truth and Democracy. Essays in Honour of Jesús Padilla Gálvez". Ed. M. Gaffal. De Gruyter, Berlín - Boston, 2020, 340 pp., ISBN 978-3-11-069732-2. https://doi.org/10.1515/9783110697360.
- Antonio Guerrero Ruiz, "Filosofía de la Perspicuidad: Jesús Padilla Gálvez, filósofo almeriense, heredero de Wittgenstein", Almería, Instituto de Estudios Almerienses, 2022. 103 págs.

## Premios y reconocimientos
- 1983-1988 Investigador. Philosophisches Seminar. Universität zu Köln (D)
- 1986 Investigador. Deutsche Akademische Austauschdienst. Inter University Centre of Postgraduates Studies en Dubrovnik (Yugoslavia).
- 1988-1991 Investigador. Beca de Reincorporación de Doctores del Ministerio de Educación y Ciencia. Universidad de Murcia (E).
- 1994-1999 Gastprofessor. Johannes Kepler Universität (A).
- 1999-2002 Profesor Visitante. Universidad de Castilla-La Mancha (E).
- 2000 Profesor visitante e investigador. Humboldt Research Fellowship. Universität Potsdam (D).
- 2001 Visiting Professor. University Cambridge (UK).
- 2004 Profesor visitante e investigador. Humboldt Research Fellowship. Universität Passau (D).
- 2006 & 2008 Profesor visitante e investigador. Humboldt Research Fellowship. Institut für Philosophie de la Universidad de Múnich (D).
- 2010 Academic Visitor. Faculty of Philososphy. University of Oxford (UK).
- 2011 Profesor visitante e investigador. Institute Vienna Circle (Viena. Austria).
- 2011 Profesor visitante e investigador. Hans Kelsen Institut (Viena. Austria).
- 2012 & 2013 Academic Visitor. St. John’s College. University of Oxford (UK).
- 2014-2015 Profesor visitante e investigador. Humboldt Research Fellowship (D).
- 2016-2017 Profesor visitante e investigador. Humboldt Research Fellowship (D).
- 2018 Director. Master Seminar. Institut für Philosophie de la Universität Koblenz-Landau (D).